# Lempira metapanensis
Lempira metapanensis is een rechtvleugelig insect uit de familie Romaleidae. De wetenschappelijke naam van deze soort is voor het eerst geldig gepubliceerd in 2012 door Rowell.